# Gimme All Your Lovin'
Gimme All Your Lovin' è un singolo del gruppo musicale statunitense ZZ Top, pubblicato nel 1983 ed estratto dall'album Eliminator.

## Cover
Il brano è stato interpretato come cover da Leningrad Cowboys (1993), Lonestar (2002), Filter (2011) e altri gruppi. Nel 1999 la rapper britannica Martay ripropose la canzone in versione rap rock, con il titolo Gimme All Your Lovin' 2000.

## Formazione
- Billy Gibbons - chitarra, voce
- Dusty Hill - basso, cori
- Frank Beard - batteria